# Hedjete

Hedjete

Hedjete (Hedjet), nefer ou nefer branca foram termos empregados para designar, no Antigo Egito, a coroa branca do Alto Egito, que compreendia um capacete cônico alto que terminava num bulbo. Dentre suas representações mais antigas estão a cabeça de clava de Escorpião II e a paleta de Narmer (ca. 3 000 a.C.). Com a unificação do Egito no início da Época Tinita (3100–2686 a.C.), foi fundida à Dexerete, ou coroa vermelha do Baixo Egito, e formou a Pesxente ou coroa dupla.